# Episodi di Rush (prima stagione)
La prima stagione della serie televisiva Rush è stata trasmessa in Australia da Network Ten dal 2 settembre 2008 al 25 novembre 2008.
In Italia, la stagione è resa disponibile su IPTV di Telecom Italia a ottobre 2010, trasmessa da Premium Crime dal 7 luglio al 29 settembre 2011 e in chiaro da Rai Premium dal 10 aprile al 26 aprile 2012.
| nº | Titolo originale    | Titolo italiano         | Prima TV Australia | Prima TV Italia Premium Crime |
| -- | ------------------- | ----------------------- | ------------------ | ----------------------------- |
| 1  | Series 1 Episode 1  | Una testa calda         | 2 settembre 2008   | 7 luglio 2011                 |
| 2  | Series 1 Episode 2  | Volo mortale            | 9 settembre 2008   | 14 luglio 2011                |
| 3  | Series 1 Episode 3  | Sentenza definitiva     | 16 settembre 2008  | 21 luglio 2011                |
| 4  | Series 1 Episode 4  | Pericolo pubblico       | 23 settembre 2008  | 28 luglio 2011                |
| 5  | Series 1 Episode 5  | Il pub dell'orrore      | 30 settembre 2008  | 4 agosto 2011                 |
| 6  | Series 1 Episode 6  | Fanatismo               | 7 ottobre 2008     | 11 agosto 2011                |
| 7  | Series 1 Episode 7  | Relazioni pericolose    | 14 ottobre 2008    | 18 agosto 2011                |
| 8  | Series 1 Episode 8  | Simulazione pericolosa  | 21 ottobre 2008    | 25 agosto 2011                |
| 9  | Series 1 Episode 9  | Il passato non sparisce | 28 ottobre 2008    | 1º settembre 2011             |
| 10 | Series 1 Episode 10 | Terrorismo              | 4 novembre 2008    | 8 settembre 2011              |
| 11 | Series 1 Episode 11 | Morte imprevista        | 11 novembre 2008   | 15 settembre 2011             |
| 12 | Series 1 Episode 12 | Affari di famiglia      | 18 novembre 2008   | 22 settembre 2011             |
| 13 | Series 1 Episode 13 | Protezione a rischio    | 25 novembre 2008   | 29 settembre 2011             |